# ادبیات انگلیسی در عصر ویکتوریا

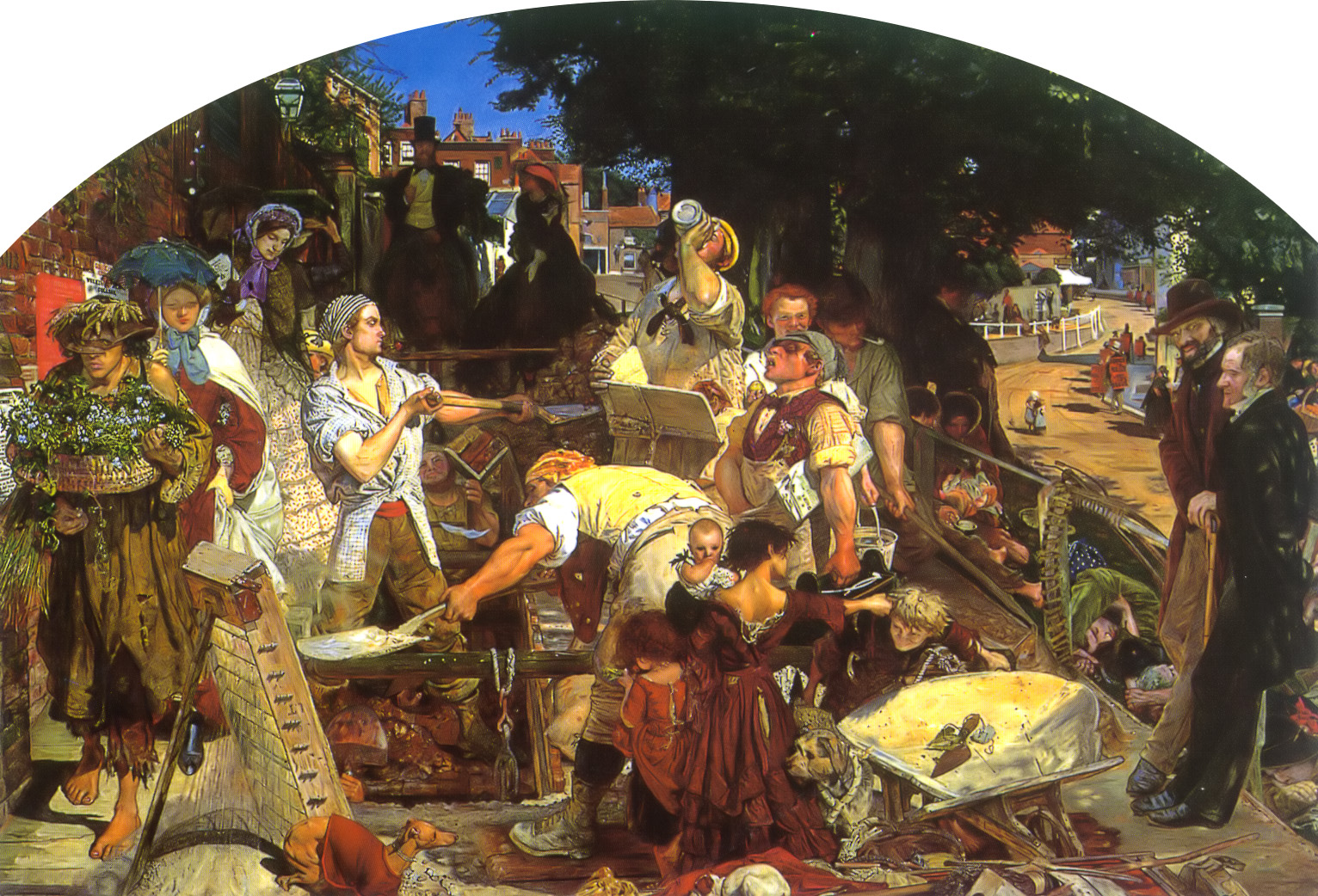
Herbert F. Tucker: A Companion to Victorian Literature and Culture

ادبیات دوره ویکتوریا (به انگلیسی: Victorian literature) به آثار ادبی تلقی می‌شود که در دوره پادشاهی ملکه ویکتوریا (۱۸۳۷-۱۹۰۱) آفریده شده‌اند. در واقع، دوره ویکتوریا پل و گذاری از نویسندگان دوره رومانتیک به ادبیات بسیار متفاوت قرن بیستم است.
در قرن نوزدهم بود که رمان به برجسته‌ترین گونهٔ ادبی در انگلستان تبدیل شد. آثار نویسنده‌های پیش از دوره ویکتوریا مانند جین آستین و والتر اسکات هجو اجتماعی دقیق و داستان‌های ماجراجویانه را به تکامل رسانده بودند. آثار عامه پسند بازار رمان را برای خواننده‌های عام گشودند. اصولاً قرن نوزدهم در ادبیات انگلیس مانند ادبیات کشورهایی چون فرانسه، ایالات متحده آمریکا و روسیه نقطه اوجی است. کتاب، و به خصوص رمان، هم گیر شدند «ران نویس دوره ویکتوریا» آثاری به‌یادماندنی که مقبولیتشان پایدار بود از خود به جای گذاشتند.

## رمان نویسان
چارلز دیکنز از برجسته‌ترین رمان نویسان مثال زدنی دوره ویکتوریاست. دیکنز با آفرینش شخصیت‌هایی که زندگی خود را داشتند و وجودشان از صفحه‌های رمان فراتر می‌رفت، به طرز شگفت انگیزی در زمان خود معروف بود و هنوز هم یکی از معروف‌ترین و پرخواننده‌ترین رمان نویسان دوره ویکتوریاست.دیکنز اولین رمان واقعی خود را با نام آقای پیکویک در بیست و پنج سالگی نوشت که او را یک شبه به موفقیت رساند. همه آثار بعدی او نیز فروش بسیار بالایی داشتند.